# Астрономія в Саудівській Аравії
Астрономія в Саудівській Аравії відносно добре фінансується, однак, попри давню традицію ісламської астрономії, сучасні наукові дослідження в країні розпочались лише нещодавно. Астрономію викладають в Університеті короля Абдель-Азіза в Джидді та в Університеті короля Сауда в Ер-Ріяді, при університетах працюють університетські обсерваторії. Інститут космічних досліджень Саудівської Аравії в Місті науки й технологій та Саудівське космічне агентство працюють над космічними проєктами.

## Історія

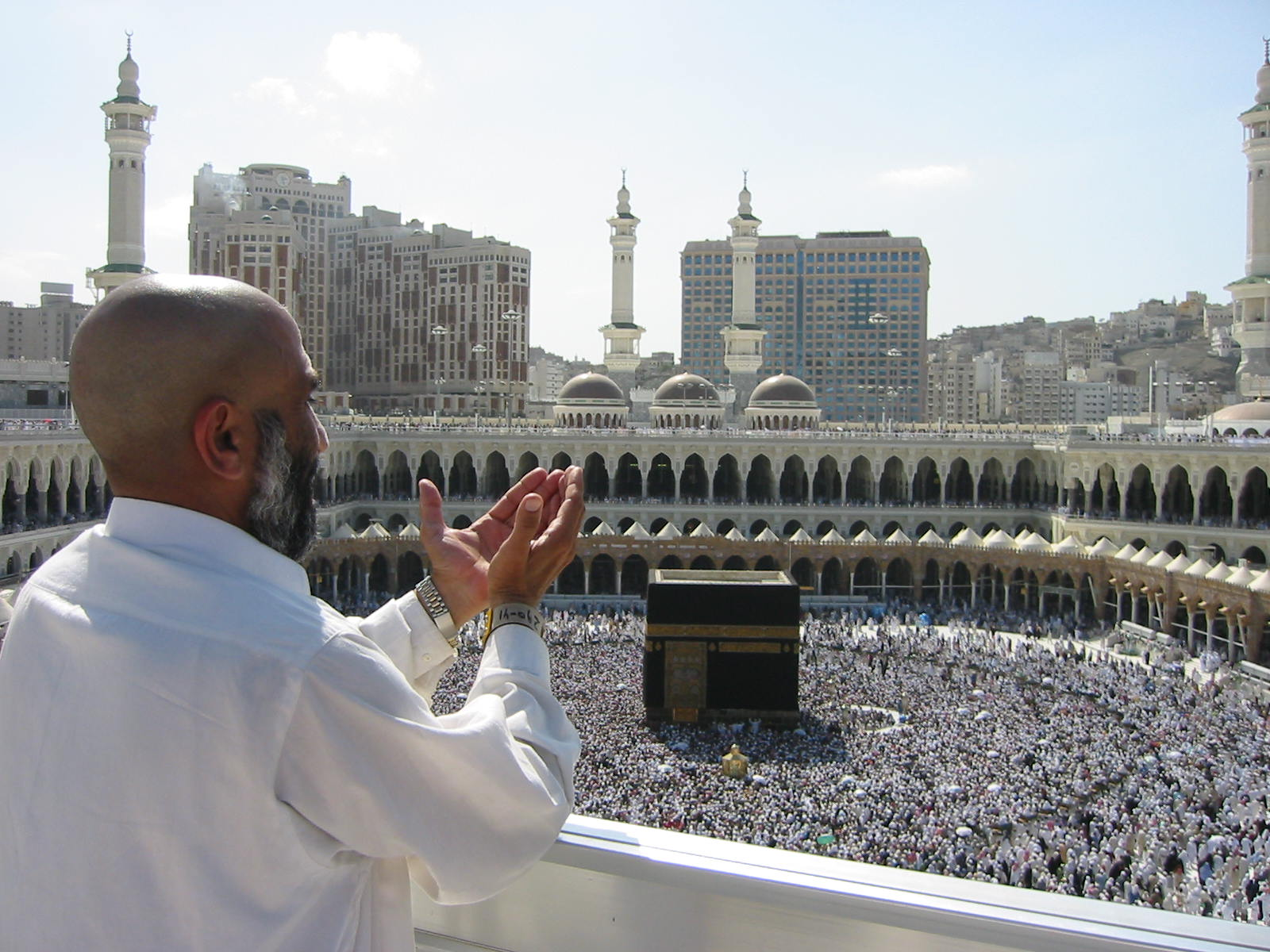
Кааба в Мецці є місцем паломництва в хадж і визначає напрямок, в якому моляться мусульмани усього світу

Астрономія традиційно відігравала значну роль в ісламській культурі у зв'язку з необхідністю визначення дати початку рамадану (місяця посту) та зуль-хіджи (місяця паломництва) за спостереженням молодого місяця, розрахунку часу й напрямку молитви. Ісламська традиція молитись в напрямку Кааби в Мецці на території сучасної Саудівської Аравії вимагала точного визначення цього напрямку, що сприяло розвитку астрономічних знань.

## Наукові дослідження
Місто науки й технологій в Ер-Ріяді має лазер і 75-сантиметровий телескоп для лазерної локації Місяця з метою дослідження обертання Землі й служби часу. Кафедра електричної інженерії й кафедра астрономії Університету короля Сауда в Ер-Ріяді спільно створили 3-метровий радіотелескоп. Ведеться підготовча робота зі встановлення 4-метрового оптичного телескопа на північному заході Саудівської Аравії.
Саудівська Аравія робить успішні перші кроки в космічних дослідженнях. Зокрема, Інститут космічних досліджень Саудівської Аравії в Місті науки й технологій брав участь в розробці космічних супутників SaudiSat 5A, 5B, SGS-1, Arabsat-6A й інших, а Саудівське космічне агентство за допомогою космічних кораблів SpaceX відправило в космос перших астронавтів.

## Освіта
Університет короля Абдель-Азіза в Джидді має навчальну програму з астрономії. Університет короля Сауда в Ер-Ріяді має кафедру фізики й астрономії, однак (станом на 2004 рік) не видавав окремих дипломів з астрономії. Близько 15-20% випускників-астрономів продовжують займатись науковою роботою в галузі астрономії або космічних наук. Решта університетських випускників астрономічних спеціальностей займаються викладанням фізики або математики, працюють в музеях і планетаріях, у військовій галузі і т.д.
Астрономічні підрозділи в Університеті короля Абдель-Азіза і в Університеті короля Сауда мають невеликі планетарії й університетські обсерваторії, обладнані малими й середніми телескопами (наприклад, обсерваторія в Університеті короля Сауда має 45-сантиметровий телескоп Річі - Кретьєна). Обидві університетських обсерваторії розташовані поруч з університетами, і світлове забруднення заважає виконувати звідти сучасні спостереження.
В школах Саудівської Аравії не викладають ані астрономію, ані основи космічних наук.

## Аматорська астрономія
В Ер-Ріяді проводились лекції для астрономів-аматорів і був куплений 25-сантиметровий телескоп Meade L200 для аматорських потреб. У Джидді приватні спонсори підтримують науковий клуб, який проводить більшу частини своєї діяльності в галузі астрономії.
Принц Мукрін ібн Абдул-Азіз Аль Сауд мав 21-дюймовий (53 см) повністю комп'ютеризований рефлектор за спектроскопом, який він пропонував вільно використовувати всім саудівським астрономам, однак розташування телескопа півночі країни було занадто віддаленим від місць роботи більшості науковців.